# Dackestupet
Dackestupet är en skidanläggning för utförsåkning belägen vid Virserumssjön, söder om Virserum. Anläggningen drivs av Hjortens SK, med ekonomiskt stöd från Hultsfreds kommun och olika företag. Sedan 2017 finns även ett antal mountainbikeleder uppmärkta, som underhålls av föreningen samt ingår i Region Kalmars stigcykelnätverk "Biking Southeast".
Träningsverksamhen för alla åldrar bedrivs av Hjortensalpina.